# Amphidrina spaelotidia
Amphidrina spaelotidia är en fjärilsart som beskrevs av Butler 1879. Amphidrina spaelotidia ingår i släktet Amphidrina och familjen nattflyn. Inga underarter finns listade i Catalogue of Life.